# Vitvingad trapp
Vitvingad trapp (Afrotis afraoides) är en fågel i familjen trappar inom ordningen trappfåglar.

## Utseende
Vitvingad trapp är en medelstor och mestadels mörk trapp. Hanen har tydligt vitt på kinden och en rödaktig näbb. Honan har svart buk och är i övrigt fint tvärbandad. I flykten syns en tydlig vit vingspegel på både ovan- och undersidan av vingen. 

## Utbredning och systematik
Vitvingad trapp delas upp i tre underarter:
- etoschae – nordvästra Namibia och norra Botswana
- damarensis – Namibia och centrala Botswana
- afraoides – sydöstra Botswana till nordöstra Sydafrika och Lesotho

## Levnadssätt
Vitvingad trapp bebor torr savann och karoobuskmarker. Den ses enstaka eller ibland i smågrupper. Under spelet låter hanen höra ett gällt och skränigt "kraak-kraak-kraak" som övergår i ett maniskt samtidigt som hanen flyger 20–30 mter ovan mark med benen hängande.

## Status
Arten har ett stort utbredningsområde och beståndet anses stabilt. Internationella naturvårdsunionen IUCN listar den därför som livskraftig (LC).